# Attentato alla sinagoga di Shafrir
L'attentato alla sinagoga di Shafrir fu compiuto da terroristi palestinesi l'11 aprile 1956. Tre militanti palestinesi infiltrati in Israele dall'Egitto attaccarono una sinagoga piena di bambini e adolescenti, nella comunità agricola di Kfar Chabad (Shafrir). Sei persone, cinque bambini e un istruttore, vennero uccisi.

## L'attacco
Una squadra di fedayyin arabi palestinesi entrò in Israele dall'Egitto. Giunse al villaggio di Kfar Chabad (Shafrir) la sera dell'11 aprile 1956. Uno aspettò vicino al veicolo (nel caso dovessero scappare), uno interruppe l'elettricità nella sinagoga e il terzo entrò nella sinagoga e sparò in una folla di 46 bambini di età compresa tra 9 e 16 anni. Cinque bambini e un istruttore vennero uccisi. Cinque bambini rimasero feriti, tre dei quali in gravi condizioni. Un gruppo di uomini del villaggio raccolse le armi da fuoco conservate in un armadietto e si precipitò alla scuola, arrivando circa cinque minuti dopo l'inizio dell'attacco, ma gli autori erano già fuggiti. La polizia venne chiamata con l'unico telefono del villaggio e gli unici due veicoli del villaggio vennero utilizzati per portare i feriti al vicino centro medico Tzrifin, a sud-est di Tel Aviv.

### Vittime
- Albert Edery, 14 anni, di Lod;[5]
- Kamus Amos Uzan, 15 anni, di Shafrir;[6]
- Simcha Silberstrom, 25 anni, insegnante di Shafrir;[7]
- Shlomo Mizrahi, 16 anni, di Shafrir;[8]
- Nisim Assis, 13 anni, di Gerusalemme;[9]
- Moshe Peretz, 14 anni, di Shafrir.[10]

## Conseguenze
Dopo l'attacco, gli abitanti del villaggio, traumatizzati, iniziarono a prendere seriamente in considerazione l'idea di abbandonare l'insediamento. Il rabbino Menachem Mendel Schneerson venne consultato e rispose che sarebbero dovuti rimanere e che avrebbero dovuto continuare a costruire.
L'incidente ha scioccato l'opinione pubblica israeliana. I giornali riferirono dell'attacco e dell'umore nazionale scoraggiato che ne seguì per giorni. Herzl Rosenblum scrisse sul Yediot Ahronoth che "Entrare nella modesta sinagoga della scuola era come visitare Chișinău dopo il pogrom di 50 anni fa". Il giorno successivo all'attacco, il ministro degli esteri israeliano Moshe Sharett inviò un messaggio urgente al Segretario generale delle Nazioni Unite Dag Hammarskjöld informandolo sugli ultimi raid dei fedayyin ed evidenziando l'attacco a Kfar Chabad. Parlando ai delegati del Consiglio di sicurezza delle Nazioni Unite, l'ambasciatore israeliano alle Nazioni Unite Abba Eban condannò "l'omicidio di bambini israeliani e del loro istruttore nel sacro momento della preghiera". Alla fine del tradizionale periodo di lutto di trenta giorni per le vittime, migliaia di persone provenienti da tutta Israele parteciparono alla cerimonia di posa della prima pietra per una nuova scuola professionale nel villaggio, tra cui numerosi personaggi politici e due rabbini capi israeliani.